# 魯文·扎特爾邁爾
魯文·扎特爾邁爾（Rouven Kai Sattelmaier）是德國足球運動員，在場上司職門將。在加盟拜仁之前，他曾在斯圖加特踢球者和SSV雅恩雷根斯堡等俱樂部效力。

## 外部連結
- 官方网站 （德文）
- fussballdaten.de：Rouven Sattelmaier之統計數據 （德文）